# Xeloma aspersa
Xeloma aspersa är en skalbaggsart som beskrevs av Louis Albert Péringuey 1896. Xeloma aspersa ingår i släktet Xeloma och familjen Cetoniidae. Inga underarter finns listade i Catalogue of Life.